# Gasville-Oisème
Gasville-Oisème település Franciaországban, Eure-et-Loir megyében. Lakosainak száma 1474 fő (2022. január 1.). Gasville-Oisème Champhol, Chartres, Nogent-le-Phaye, Coltainville és Saint-Prest községekkel határos.

## Népesség
A település népességének változása:
| Lakosok száma | 606  | 875  | 1022 | 1176 | 1340 | 1384 | 1448 | 1494 | 1489 | 1474 |
|               | 1968 | 1982 | 1990 | 2006 | 2013 | 2015 | 2017 | 2019 | 2020 | 2022 |